# 迪維爾斯埃爾鮑 (加利福尼亞州)
迪維爾斯埃爾鮑（英語：Devils Elbow）是位於美國加利福尼亞州科盧薩縣的一個非建制地區。該地的面積和人口皆未知。

## 地理
迪維爾斯埃爾鮑的座標為39°20′45″N 122°25′44″W / 39.34583°N 122.42889°W，而該地的平均海拔高度為280米（即919英尺）。